# Såret i kamp
Såret i kamp (engelsk: Wounded in action, herfra forkortelsen WIA) beskriver kombattanter, der er blevet såret under kamp i en krigszone i krigstid, men som ikke er blevet dræbt. Typisk indebærer det, at de midlertidigt eller permanent er ude af stand til at bære våben eller fortsætte med at kæmpe. Generelt er antallet af sårede i kamp langt større end antallet af dræbte. Almindelige kampskader omfatter anden- og tredjegradsforbrændinger, knoglebrud, granatsplinter, hjerneskader, rygmarvsskader, nerveskader, lammelse, tab af syn og hørelse, posttraumatisk stresslidelse (PTSD) og tab af lemmer.